# Аль-Барази, Мухсин
Мухсин аль-Барази (араб. محسن البرازي‎; 1904, Хама — 14 августа 1949, Дамаск) — премьер-министр Сирии с 27 июня по 13 августа 1949 года.
В 1948 и 1949 годах дважды был министром иностранных дел Сирии. 14 августа 1949 года был арестован путчистами. Вместе с его предшественником Хусни аз-Заимом был казнён офицерами из рядов Сирийской социальной националистической партии.